# Mason (Illinois)
Mason je gradić u američkoj saveznoj državi Ilinois. Prema popisu stanovništva iz 2010. u njemu je živjelo 345 stanovnika.